# Ozyptila atomaria
Ozyptila atomaria (лат.) — вид пауков семейства Пауки-бокоходы (Thomisidae). Встречается в Палеарктике (Европа, Кавказ, Сибирь, Китай, Корея, Япония). Длина тела самцов от 3 до 4 мм, у самок от 4 до 6 мм (один из крупнейших представителей своего рода). Основная окраска коричневая с примесью белых и жёлтых отметин. Активны с января по декабрь. Во влажных местах, под камнями и мхами.
Голени первой пары ног вентрально с двумя парами шипов; волоски заострённые или булавовидные. Педипальпы самцов с тегулярным апофизом, эпигинум с чехлом. Первые две пары ног развернуты передними поверхностями вверх, заметно длиннее ног третьей и четвёртой пар. Паутину не плетут, жертву ловят своими видоизменёнными передними ногами.